# Mordente (chimica)

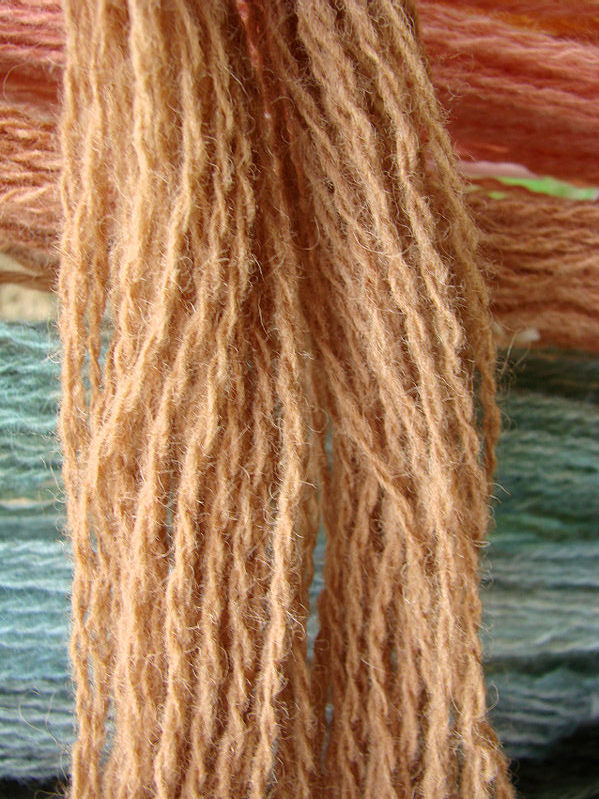
Lana tinta con un colorante naturale (Hypericum)

Il mordente è una sostanza impiegata nell'industria tessile per fissare le sostanze coloranti alle fibre dei prodotti tessili, che forma con il colorante un composto insolubile.
I mordenti spesso sono composti da ossidi inorganici o sali che vengono adsorbiti dai tessuti, e che formano dei complessi colorati con le sostanze colorate.
Le sostanze mordenti vengono anche utilizzate in biologia per marcare le cellule o i tessuti biologici, in modo da renderli maggiormente visibili al microscopio.
Lo iodio viene ad esempio utilizzato nella tecnica di laboratorio chiamata colorazione di Gram, mentre l'acido fosfomolibdico è utilizzato per la preparazione del colorante tricromo di Masson, utilizzato per evidenziare le cellule rispetto al tessuto connettivo circostante.

## Cotone
Dal momento che i mordenti metallici sono solubili in acqua e vengono debolmente legati alle fibre di cotone, questi mordenti devono essere prima convertiti in una forma insolubile, oppure si possono trattare preventivamente le fibre con acido tannico, che lega a sé sia il cotone che il mordente.

## Lana
A differenza del cotone, le fibre della lana formano legami più forti con il mordente. A causa della sua natura anfotera, la lana può assorbire indifferentemente sia sostanze acide sia sostanze basiche. Durante il trattamento con sali metallici, la lana li idrolizza scindendoli in un componente basico (che viene assorbito dai gruppi -COOH delle fibre della lana) e da un componente acido, che viene rimosso durante il lavaggio.

## Seta
Come la lana, la seta presenta un comportamento anfotero, per cui può assorbire sia sostanze acide sia sostanze basiche, ma a differenza della lana l'utilizzo del dicromato di potassio come mordente non è efficace.